# Нюбридж (Уелс)
Вижте пояснителната страница за други значения на Нюбридж.
Ню̀бридж (на английски: Newbridge; на уелски: Trecelyn, Трекѐлин) е град в Южен Уелс, графство Карфили. Разположен е около река Ебу на около 15 km на север от централната част на столицата Кардиф. Има жп гара. Добив на каменни въглища в миналото. Населението му е около 6000 жители според данни от преброяването през 2001 г.